# The First (NCT Dream)
The First è il primo EP della boy band cinese-sudcoreana NCT Dream, pubblicato nel 2017.

## Tracce
1. My First and Last (마지막 첫사랑; Majimak Cheotsarang) – 3:22
2. My First and Last (最后的初恋; Zuìhòu De Chūliàn) – 3:22
3. Dunk Shot (덩크슛; Dunkeusyut) – 3:54
4. Chewing Gum – 3:21
5. Chewing Gum (泡泡糖; Pàopaotáng) – 3:21